# 민족 (영화)
《민족》은 2023년에 개봉한 대한민국의 영화이다.

## 캐스팅
- 안상경
- 권기정
- 정지문
- 최봉란
- 김선경
- 권동주
- 박형준
- 이채현
- 김영운
- 허윤혁 (나레이션)
- 김혜연 (나레이션)